# 山川静夫
山川 静夫（やまかわ しずお、1933年〈昭和8年〉2月27日 - ）は、日本のフリーアナウンサー、芸能評論家（特に歌舞伎）、エッセイスト。元NHKアナウンサー。

## 来歴・人物
1933年2月27日、現在の静岡県静岡市葵区梅屋町で静岡浅間神社神主の家に生まれた。1951年、静岡県立静岡城内高等学校（当時。現：静岡県立静岡高等学校、国學院大學文学部卒業。日本の伝統文化に興味があり、國學院大學在学中から歌舞伎の声色が得意で、ニッポン放送の歌舞伎番組に出演していた経験を持つ。中村勘三郎 (17代目)、中村歌右衛門 (6代目)、吉田玉男、吉田簑助など古典芸能の名人たちと親交を深めている。また、義父の飯島忠が安藤鶴夫と育英小学校で同級生であることを通じての親交もあった。
1956年NHK入局。青森、仙台、大阪に勤務の後、1968年に東京アナウンス室に配属。前期の担当番組はお父さんはお人好し、女性手帳（大阪制作）、お楽しみグランドホール、ひるのプレゼント、歌のグランド・ショー、お国自慢にしひがしなど。後期はウルトラアイ、トライ&トライ、くらべてみればなどの生活科学番組の司会を15年に渡って担当、体当たりの実験参加が人気を博した。NHK紅白歌合戦の総合司会や白組司会を務めた。1974年から1982年まで白組司会を9年連続で担当、これは先輩の高橋圭三に並び連続白組司会の最長記録となっている。史上初且つ男性では唯一の昭和・平成の紅白での双方司会経験者であるほか、最後の担当となっている1992年（当時59歳）での総合司会は2005年に当時61歳のみのもんた（同回の事実上の総合司会）に抜かれるまで男性司会者および総合司会の最年長記録となっていた。ただし、第56回は「グループ司会制」となり、司会の役割は決められていなかったため、正式な肩書の総合司会の最年長記録はその後も保持している。
1972年チーフアナウンサー、チーフアナウンサー（局長級）から1988年理事待遇、1990年に特別主幹（専務理事待遇）職に就任する（理事就任後もテレビ出演時は「アナウンサー」を名乗っていた）が、その後も当時の担当番組だった「くらべてみれば」では司会を続け、1991年と1992年には「国民的番組」の名誉復権をかけて9年ぶりに紅白に総合司会として司会復帰する等、1994年3月（実際、山川は1993年の時点で60歳を迎えていた）に定年退職するまで"NHKの顔"として活躍した。2000年に脳梗塞とそれに伴う失語症、心不全、結腸腫瘍による腸閉塞と相次いで大病に見舞われたが、短期間で復帰。
1991年からは国語審議会委員を務め、また芸能評論家として雑誌・単行本に評論・エッセイを執筆するなど、退職後はブラウン管から一歩離れた立場での活躍が目立っているが、NHK衛星第2において、「山川静夫の華麗なる招待席」「昭和の歌人たち」といった番組の司会を担当し長年に渡り出演してきたほか、2010年には十一代目市川海老蔵（当時。現：十三代目市川團十郎白猿）の結婚披露宴（全2部構成の第1部）の司会を担当した。大阪放送局勤務時代（1959年 - 1965年）、当時朝日座といった文楽劇場へ通いつめ、文楽を筆頭に歌舞伎、新国劇などの古典芸能に通暁しており、その時親しんだ八代目竹本綱大夫の評伝『綱大夫四季』の他、その後も多数の古典芸能に関する著書がある。
同期にはスポーツアナウンサーとして知られる向坂松彦、ニュースキャスターやナレーターを務めた松川洋右がいる。

## 出演番組
- 女性手帳（総合）
- ひるのプレゼント（1970年4月6日 - 1972年3月31日、総合）
- 歌謡グランドショー 後に歌のゴールデンステージ→歌のグランド・ショーに改題（1972年4月4日 - 1977年12月21日、総合）
- お国自慢にしひがし（1974年4月4日 - 1976年3月11日、総合）
- ウルトラアイ（1978年5月8日 - 1986年3月17日、総合）
- トライ&トライ（1986年4月14日 - 1991年3月18日、総合）
- くらべてみれば（1991年4月1日 - 1994年3月24日、総合）
- 山川静夫の華麗なる招待席（1994年10月〈NHK定年退職後〉 - 2008年3月、BS2）
- NHK紅白歌合戦（総合・ラジオ第1）
  - 白組司会
    - 第25回（1974年）
    - 第26回（1975年）
    - 第27回（1976年）
    - 第28回（1977年）
    - 第29回（1978年）
    - 第30回（1979年）
    - 第31回（1980年）
    - 第32回（1981年）
    - 第33回（1982年）

  - 総合司会
    - 第23回（1972年）
    - 第24回（1973年）
    - 第42回（1991年）
    - 第43回（1992年）
- 思い出のメロディー（総合・ラジオ第1）
  - 第6回（1974年8月3日）
  - 第10回（1980年8月9日）
- ヤング歌の祭典（総合・ラジオ第1）
  - 第1回（1975年5月5日）
  - 第2回（1976年5月5日）
  - 第3回（1977年5月5日）
- 邦楽百選（FM）
- 武蔵坊弁慶（1986年、総合） - ナレーション
- 腕におぼえあり（1992年、総合） - ナレーション
- 幕末のスパシーボ（1997年、ナレーション）、他
- ラジオ深夜便・にっぽんを味わう 歌舞伎（2011年度 - 2013年度、毎月第2水曜日〈火曜日深夜〉、ラジオ第1・FM）

## 著作
- 綱太夫四季 昭和の文楽を生きる 南窓社（1974年） のち岩波現代文庫
- 爆笑の話術 新星出版社（1974年）
- 他人のふんどし（1976年）
- 上方芸人ばなし 日本放送出版協会（1977年）
- 歌右衛門の疎開 文藝春秋（1980年） のち、岩波現代文庫
- ウルトラおじさん頑張る 講談社（1980年）
- 小説 和田信賢-そうそう、そうなんだよ- 日本放送出版協会（1983年） のち「或るアナウンサーの一生―評伝 和田信賢」として文春文庫、のち「そうそう そうなんだよ ― アナウンサー和田信賢伝」として岩波現代文庫
- NHK ウルトラアイ全6巻 山川静夫 (編集), 番組制作グループ (編集) NHK出版 （1983年 - 1984年）
- 夕空はれて 広池学園出版部（1985年）
- 歌右衛門の六十年 中村歌右衛門聞書き 岩波新書（1986年）
- 人の情けの盃を 淡交社（1986年）
- もっとうまく話したい ダラダラ、マゴマゴにさよならする知恵 ごま書房（1988年）
- 勘三郎の天気 読売新聞社（1988年） のち文春文庫
- 名手名言 中央法規出版（1991年） のち文春文庫
- 山川静夫の歌舞伎十八選 これだけは見てほしい平成の歌舞伎 吉田千秋写真 講談社（1991年）
- 胸の振子 文藝春秋（1991年）
- 当世やまとごころ 日本放送出版協会（1992年）
- オフィス忠臣蔵 文春ネスコ（1994年）
- 歌舞伎の知恵 演劇出版社（1994年）
- 文楽の女 吉田簑助の世界 淡交社（1994年）
- 私のNHK物語-アナウンサー38年 文藝春秋（1994年） のち文庫
- 短いスピーチほどおあとがよろしいようで ごま書房（1998年）
- 話せるヒント 思いやりのキャッチボール 日本文芸社（1999年）
- 歌舞伎のかくし味 淡交社（1999年）
- 歌舞伎漫筆 岩波書店（2000年）
- 文楽の男 吉田玉男の世界 吉田玉男 淡交社（2002年）
- 山川静夫芝居随筆 演劇出版社 2003
- 花舞台へ帰ってきた。吉田簔助と山川静夫 脳卒中・闘病・リハビリ・復帰の記録 淡交社（2007年）
- 私の出会えた名優たち 演劇出版社（2007年）
- 歌舞伎の愉しみ方 岩波新書（2008年）
- 大向うの人々 歌舞伎座三階人情ばなし 講談社（2009年）
- 文楽の男 - 初世吉田玉男の世界 淡交社（2016年）
- 文楽の女 - 吉田簔助の世界 淡交社（2016年）
- 山川静夫の文楽思い出ばなし 岩波書店（2017年）
- 私の「紅白歌合戦」物語 文春文庫（2019年）
- 山川静夫の歌舞伎思い出ばなし 岩波書店（2021年）

## 受賞歴
- 『名手名言』で日本エッセイストクラブ賞（1990年）
- 橋田賞（1994年）
- 前島密賞（1995年）
- 徳川夢声市民賞（2005年）
- 『大向うの人々　歌舞伎座三階人情ばなし』で講談社エッセイ賞（2010年）

## エピソード
- 15年間放送された「スタジオ102」の後番組として「NHKニュースワイド」がスタートする際、メインキャスターとしてスタッフは知名度抜群の山川を起用して、人気急上昇中であった徳光和夫司会の日本テレビ「ズームイン!!朝」に対抗しようと考えたが、山川当人は他のアナウンサー仲間からの説得にも全く首を縦に振らず、これを頑なに拒否。この時に説得に当たっていた後輩の森本毅郎が代わりにメインキャスターとして抜擢され、フリーへの布石を築くこととなった。
- 古典芸能、とりわけ歌舞伎に対する造詣・関わりが強く、國學院大學在学中には歌舞伎研究会を自ら設立させた。その当時から役者の声まねを得意とし、ラジオの素人参加番組ではその卓越した技芸で常連となっていた。また、先代(17代)中村勘三郎とは私生活でも親交が深く、学生時代には勘三郎は二役を務める舞台などで、特に勘三郎の声まねを得意としていた山川を使い、早替りのための時間稼ぎに山川の声を使い、その間を繋げたことも度々あったという。その声は、勘三郎夫人にも違いが判らなかったほどの出来栄えであった。長男の18代目とも親交があり、彼の訃報に際しては『ニュースウオッチ9』で想い出を語った。
- 歌番組における「茶化し」を含んだ司会ぶりも当時のNHKアナウンサーの概念からすれば型破りと評されることもあった。特にNHK紅白歌合戦においては、駄洒落やブラックユーモアともとれる言葉を選んで司会をしていた。

- 1974年の紅白では、ハスキーボイスで知られる森進一には「白組の中で一番声が大きい人」、鼻の穴が大きい北島三郎には「一番鼻の穴が小さい人」、眼の細い五木ひろしには「一番眼が大きい人」とブラックジョークを連発。堺正章とは「私、サカイ」（堺）、「私司会ですが」（山川）という漫才さながらの軽妙なやり取りを見せた。
- 1975年の紅白では、デビュー曲「赤いランプの終列車」を紅白で初披露することになった春日八郎の紹介の際に、曲名を捩って「紅はこれでお終いです」と紅組メンバーを牽制。
- 1976年の紅白でのフォーリーブス紹介で「ター坊、マー坊、トシ坊、そして今年の話題の中心人物コーチャン（北公次の愛称「コーちゃん」と同年発覚したロッキード事件で知られるロッキード社コーチャン副会長の捩り）。これで紅はコーチャン（降参）でしょう!」
- 1977年の紅白では、ちあきなおみの「夜へ急ぐ人」に於ける鬼気迫る歌唱に対して「なんとも気持ちの悪い歌ですね～」と牽制した。
- 1978年の紅白では、出番を終えた桜田淳子を「「しあわせ芝居」にたくさんの拍手をありがとうございます」と労いながらも、「でも、今の拍手はサクラだ（桜田）」と一言。また、庄野真代にも出場曲「飛んでイスタンブール」を捩って「先程の歌は"とんでもないイスタンブール"の間違いでございました。お詫びして訂正したい気持ちでございますが…」とこれまた痛烈な表現で庄野の歌を牽制した。
- 1980年の紅白では、この年、7年ぶりに紅白に返り咲いた海援隊の「贈る言葉」の曲紹介の際に、海援隊のボーカル・武田鉄矢のことを、彼が主演を務めたTBSドラマ「3年B組金八先生」を捩って「3年白組金八先生」と紹介した。後のNHKでは民放の番組名、商標、固有名詞などに関する取扱いはかなり緩和されているが、まだ当時の段階ではそれらの名称・名詞をアナウンサーや記者が番組の中で用いることは“ご法度”とされていた。その中で既にエース級のアナウンサーとしての地位を確立していた山川があえてその“ご法度”を破る曲紹介を行ったことに対して、当時、放送関係者の間で話題となった。
- 1981年の紅白のエンディングでは、大トリとして大量の紙吹雪が吹き荒れる中で「風雪ながれ旅」を熱唱した北島三郎のステージにつき「いや〜、最後はサブちゃんの鼻の中に紙吹雪が入るんじゃないかと思いましたが」と感想を述べた。
- 1992年の紅白では、山川豊の出番の後に設けられたミニコーナーの冒頭で「山川の後は山川ですけれども」と改めて自己紹介。

- 紅白の白組司会を初めて担当することになった時、先輩の高橋圭三との会食の席で衣装の件で相談をしたところ、「新品の靴ではなく、履きなれた靴を履いて司会に臨みたまえ」とアドバイスされたという。これは「新品の靴」では妙に身構えて司会進行を行ってしまい、普段のアナウンサーとしての実力を発揮できない危険がある、という長年のアナウンサー・司会者生活の中で得たアドバイスであり、この忠言に従って、山川も本番ではあえていつも自身の担当番組で履いている靴で司会を担当し、初担当ながらリラックスして進行に集中することができたと回顧している。
- 紅白の司会を担当して脂が乗っていた1970年代に、NHK東京アナウンス室メンバーで作る草野球チームに入っていて、三塁手でプレーしていた[4]。
- 視聴率低下が原因で1982年を以って紅白の白組司会を降板、翌1983年は先輩の鈴木健二に白組司会を譲ることになった。山川はこれに大変ショックを受け、当時山川と鈴木が不仲になったとも伝えられている。1984年の紅白では「総合司会に山川を再登板させる方向でギリギリまで調整されたが、上記の件を理由に山川が固辞し、生方惠一（鈴木の後輩且つ山川の同期）が1982年以来2年ぶりに再登板する運びになった」とも報じられた[5]。
- 1980年8月16日に発生した、『静岡駅前地下街爆発事故』の際、たまたま静岡の実家へ帰省していた山川が事故の一報を聞いてNHK静岡放送局へ駆けつけ、応援アナとして静岡のスタジオから事故のニュースを伝えた。
山川がNHK静岡放送局史「静岡放送局70年のあゆみ」に寄稿した当時の述懐によると、「実家から比較的近所にあった静岡局へ自転車で駆けつけ、警察や消防から入ってくる被害者（死傷者氏名や収容先）の情報を読み上げた」とのことである。この事故では高校時代の同級生夫妻も事故に巻き込まれ命を落としており、その同級生夫妻の氏名も読み上げることとなってしまったという。故郷の放送局でありながらも、一度も勤務経験がなかった静岡局でのこの一連の出来事を、山川は「忘れることができない」とし、犠牲者である同級生との、放送を通じての別れを「運命の皮肉さを思わずにはいられない」とも述べている。